# 劉興秀
劉興秀，湖廣省永州府零陵縣（今湖南省零陵縣）人，明朝政治人物、進士出身。
天啓元年辛酉科湖广乡试举人，五年（1625年），登乙丑科進士，授常州府推官，擢升廣東道御史、巡撫淮揚御史、巡視直隸等處屯馬。明亡后餘事不詳。